# League of Super Evil
A League of Super Evil (magyarul: A szupergonosz liga) kanadai animációs sorozat, amelyet Philippe Ivanusic-Vallee, Davila LeBlanc és Peter Ricq készítettek. A műsor négy fiatal szupergonosztevőről szól, akik megpróbálják átvenni a hatalmat a környékük felett. Ez egy szakaszos terv: ha átvették a hatalmat a környék fölött, akkor következik a városuk, végül pedig az egész világ. Természetesen mindezt a műsor szuperhősei nem nézik jó szemmel, és megpróbálják megállítani a fiatal gazfickókat, de a sorozat többi, ördögibb gazemberei is a csapat terhére lehetnek. Érdekesség, hogy itt a gonosztevők a főszereplők, mikor más hasonló jellegű sorozatokban mindig a hősök állnak a középpontban. A műsor 3 évadot élt meg 52 epizóddal. Nagy-Britanniában 2009. március 7-től 2012. május 9-ig ment, míg Kanadában 2012. augusztus 25-ig. Magyarországon mindeddig nem vetítették. Ez a sorozat a népszerű Viharsólymok (Storm Hawks) társműsora.